# Sinobacopa
Sinobacopa es un género de plantas de flores de la familia Scrophulariaceae. 

## Especie seleccionada
- Sinobacopa aquatica

- Datos: Q2878367